# Sarcoscypha
Genre
Sarcoscypha est un genre de champignons ascomycètes de l'ordre des Pezizales et de la famille des Sarcoscyphaceae.

## Liste d'espèces
- Sarcoscypha austriaca
- Sarcoscypha chudei
- Sarcoscypha coccinea
- Sarcoscypha dudleyi
- Sarcoscypha emarginata
- Sarcoscypha excelsa
- Sarcoscypha hosoyae
- Sarcoscypha humberiana
- Sarcoscypha javensis
- Sarcoscypha jurana
- Sarcoscypha knixoniana
- Sarcoscypha korfiana
- Sarcoscypha lilliputiana
- Sarcoscypha macaronesica
- Sarcoscypha mesocyatha
- Sarcoscypha occidentalis
- Sarcoscypha serrata
- Sarcoscypha shennongjiana
- Sarcoscypha vassiljevae